# آدام سولیت
آدام سولیت (انگلیسی: Adam Sollitt؛ زادهٔ ۲۲ ژوئن ۱۹۷۷) بازیکن فوتبال اهل بریتانیا است.
از باشگاه‌هایی که در آن بازی کرده‌است می‌توان به باشگاه فوتبال بارنزلی، باشگاه فوتبال مورکم، باشگاه فوتبال ماتلوک تاون، باشگاه فوتبال گینزبورو ترینیتی، باشگاه فوتبال کترینگ تاون، باشگاه فوتبال وورکساپ تاون، و باشگاه فوتبال نورث‌همپتون تاون اشاره کرد.